# Villedieu-les-Poêles
Villedieu-les-Poêles település Franciaországban, Manche megyében. Lakosainak száma 3550 fő (2018. január 1.). Villedieu-les-Poêles La Bloutière községgel határos.

## Fekvése
Percytől délre fekvő település.

## Története
A város a réz megmunkálásának híres, sok évszázados központja. Itt öntik Franciaország templomainak harangjait. A település iparosai, akik e mesterség titkait őseiktől örökölték a harangöntésen kívül remek üstöket és kályhákat is gyártanak. Műhelyeik, öntödéik a szakma egyedülálló múzeumai.

## Nevezetességek
- Szentháromság templom - a 12. században épült.
- Szent Péter templom
- Saint-Blaise kápolna

## Itt születtek, itt éltek
- Alexander Villedieu (Villedieu, 1175 - 1240), költő és nyelvész.
- André-François Laurence Laurence-Villedieu (Villedieu 1762-1816), politikus.
- Léonard Jean Aubry Huard Saint-Aubin (1770-1812), dandártábornok született Villedieu-les-Poêlesben, meghalt a Borodinoi csatában, 1812. szeptember 7.
- Charles Frémine (Villedieu, 1841-1906), Norman író.
- Eugene Mouël (Villedieu, 1859 - 1934), író.
- Sophie Quinton (született 1976-ban Villedieu-les-Poêlesben), színésznő.

## Galéria

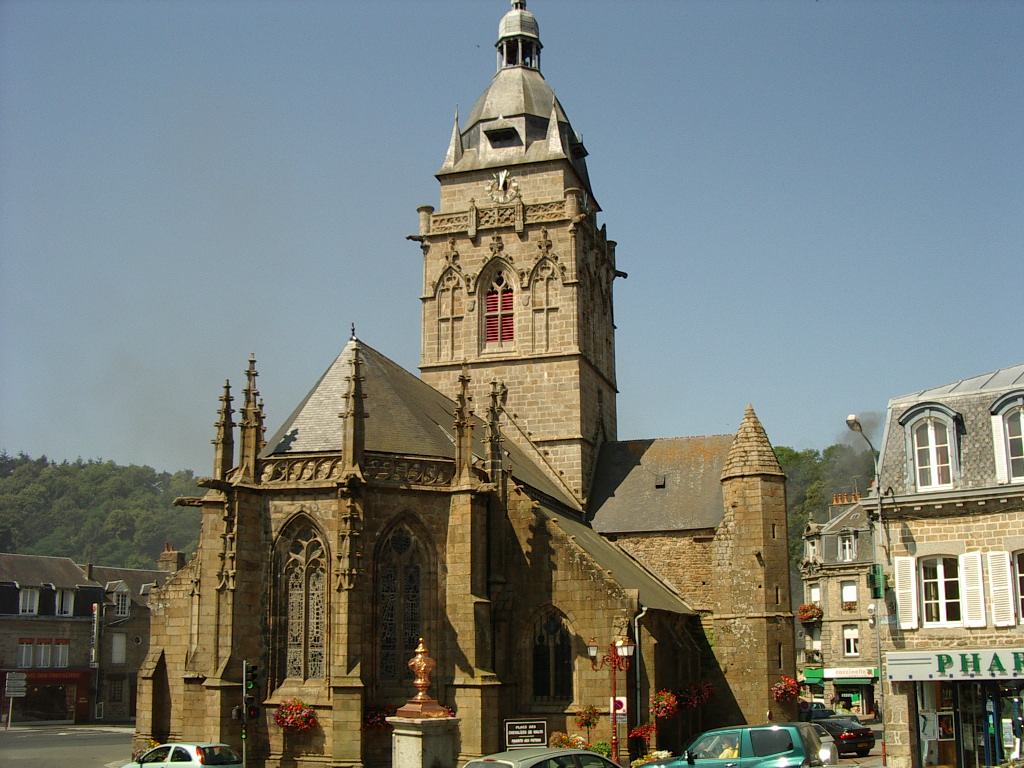
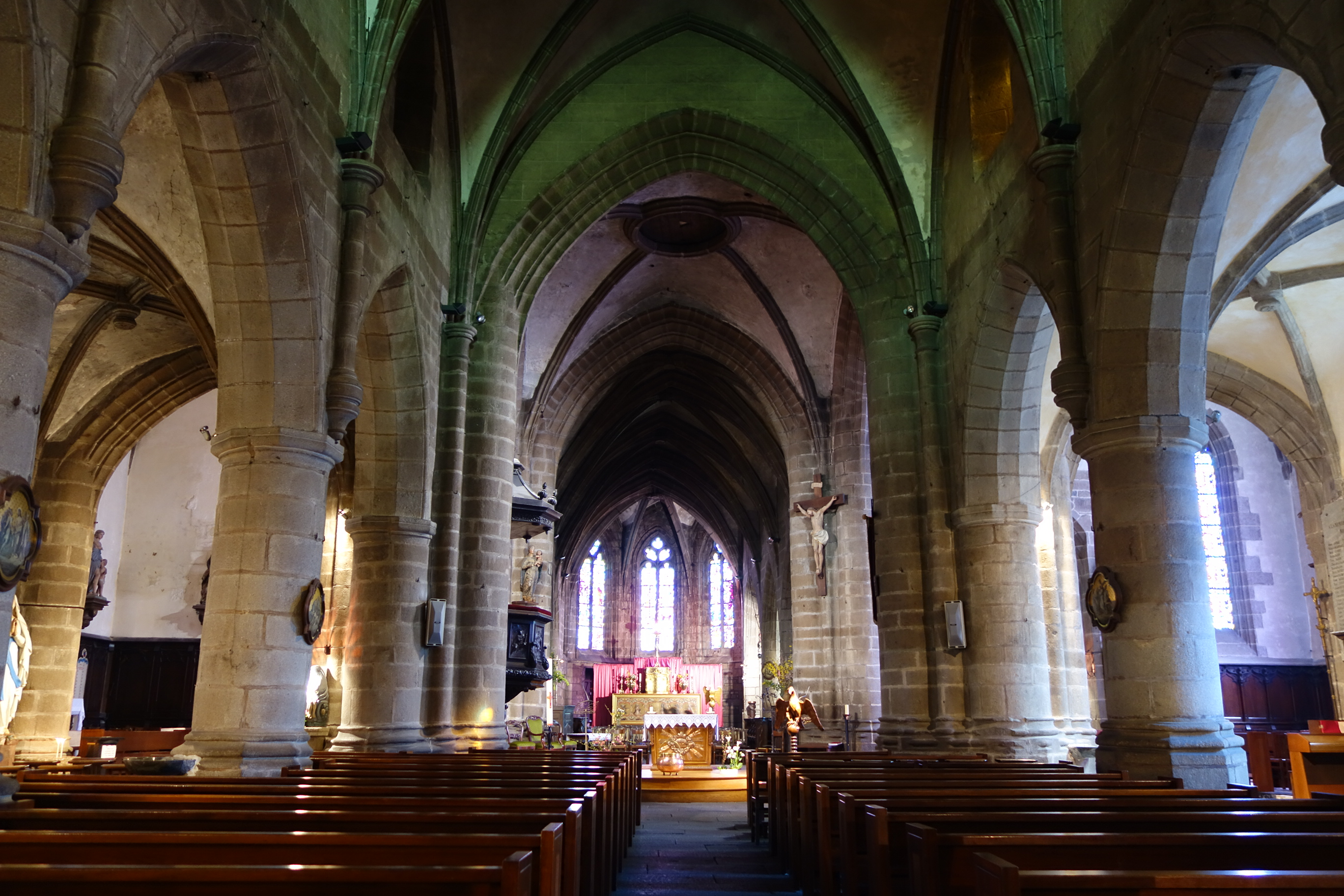
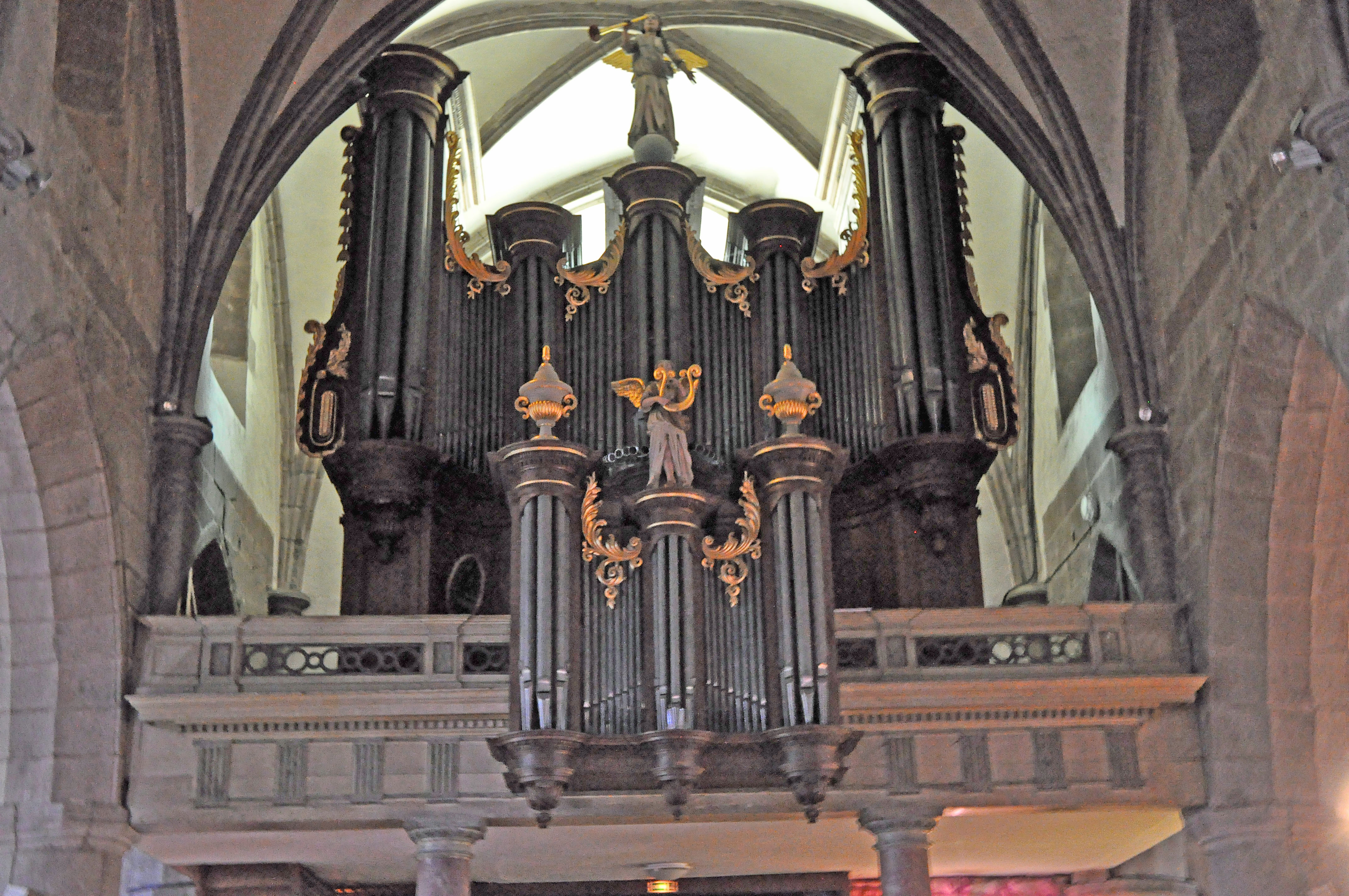
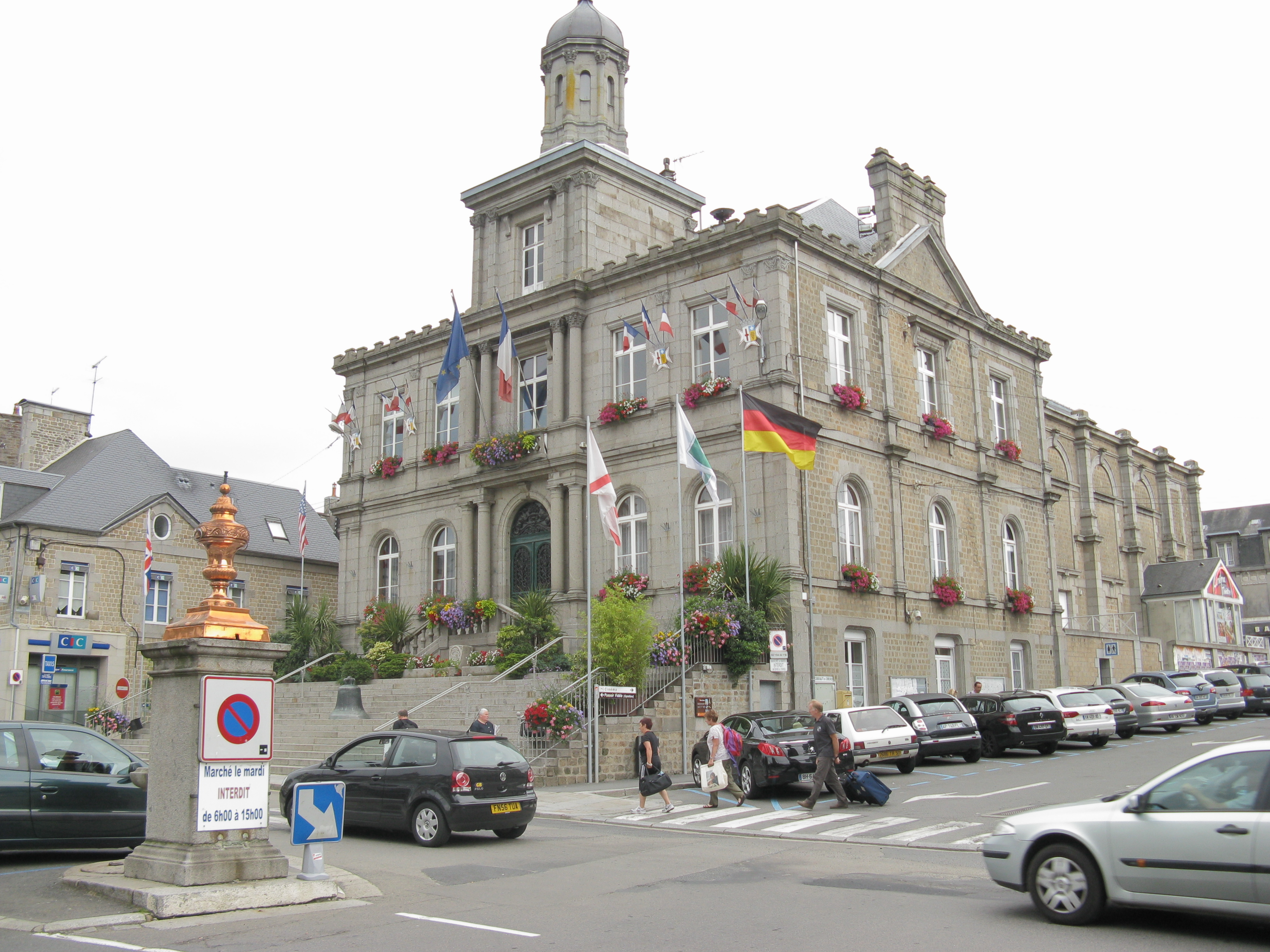
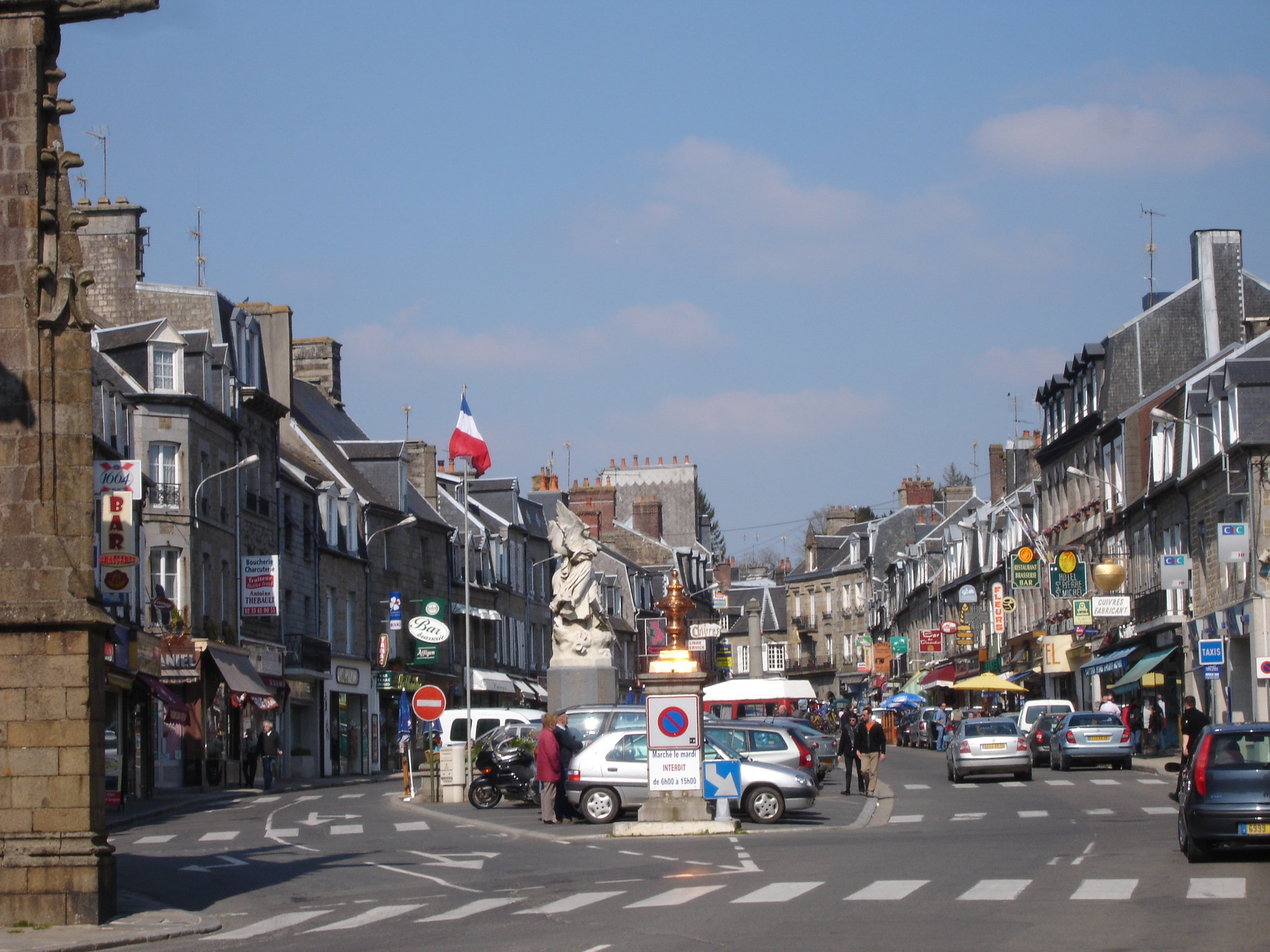
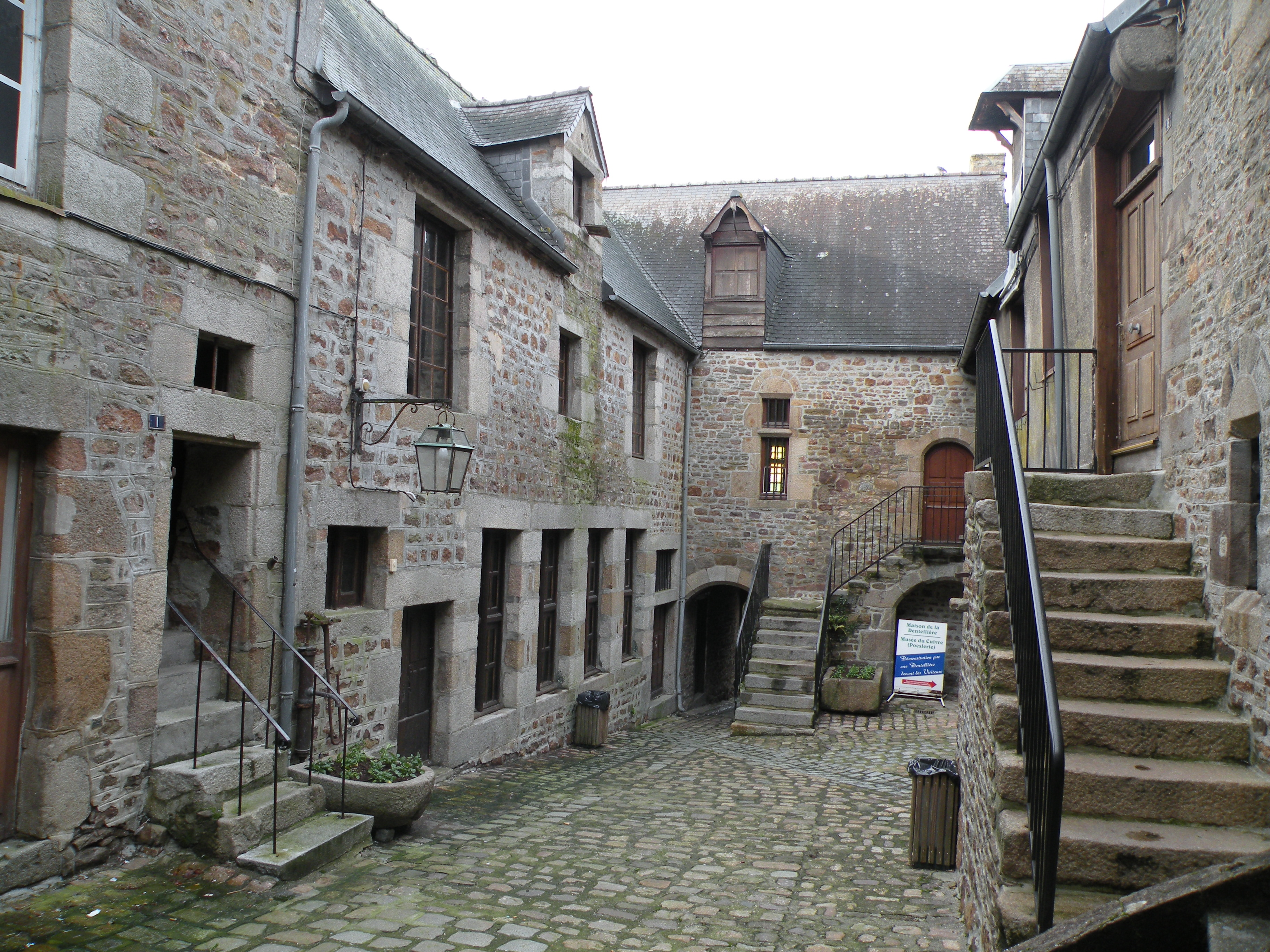

## A városban készült harangok

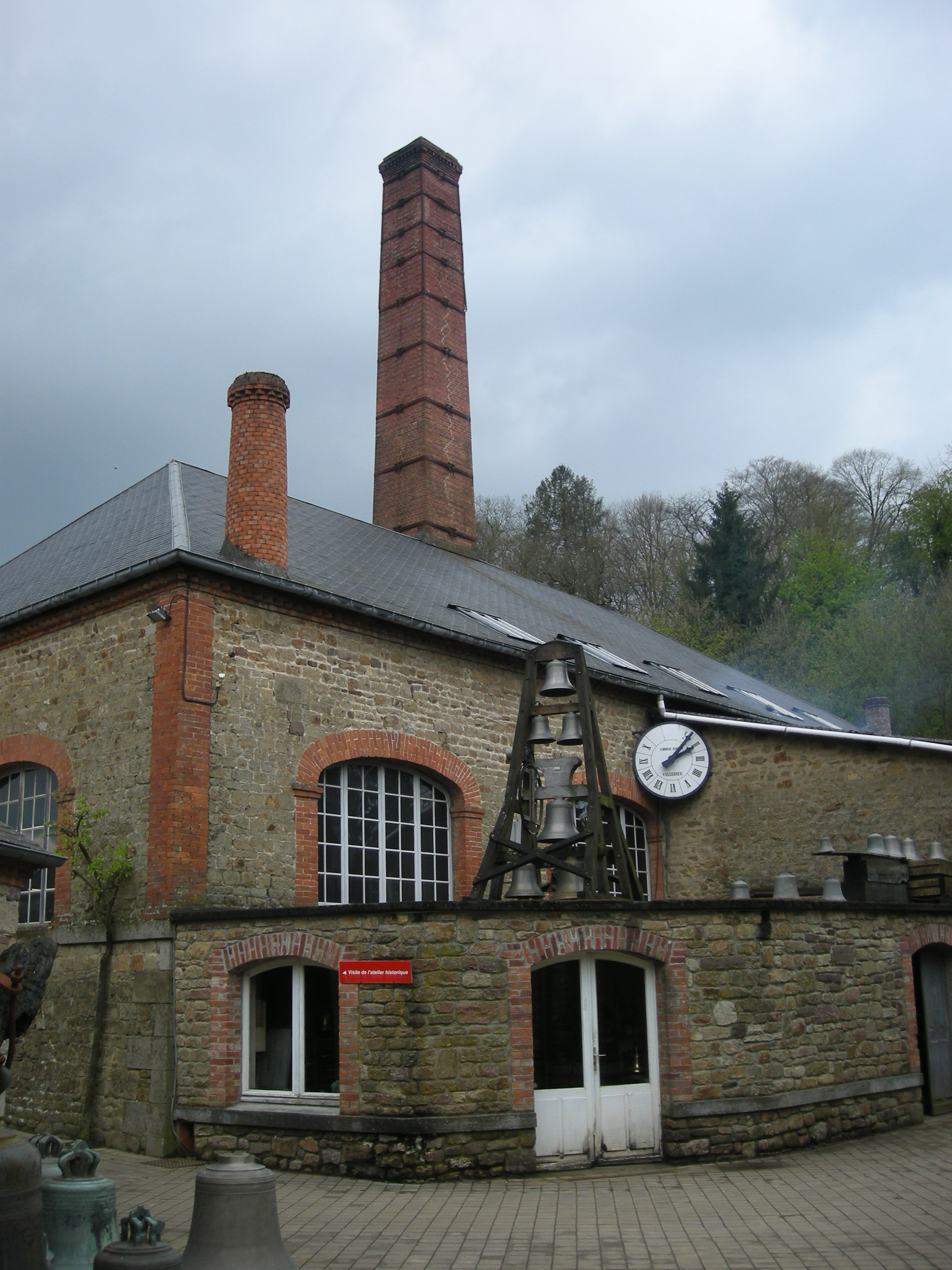
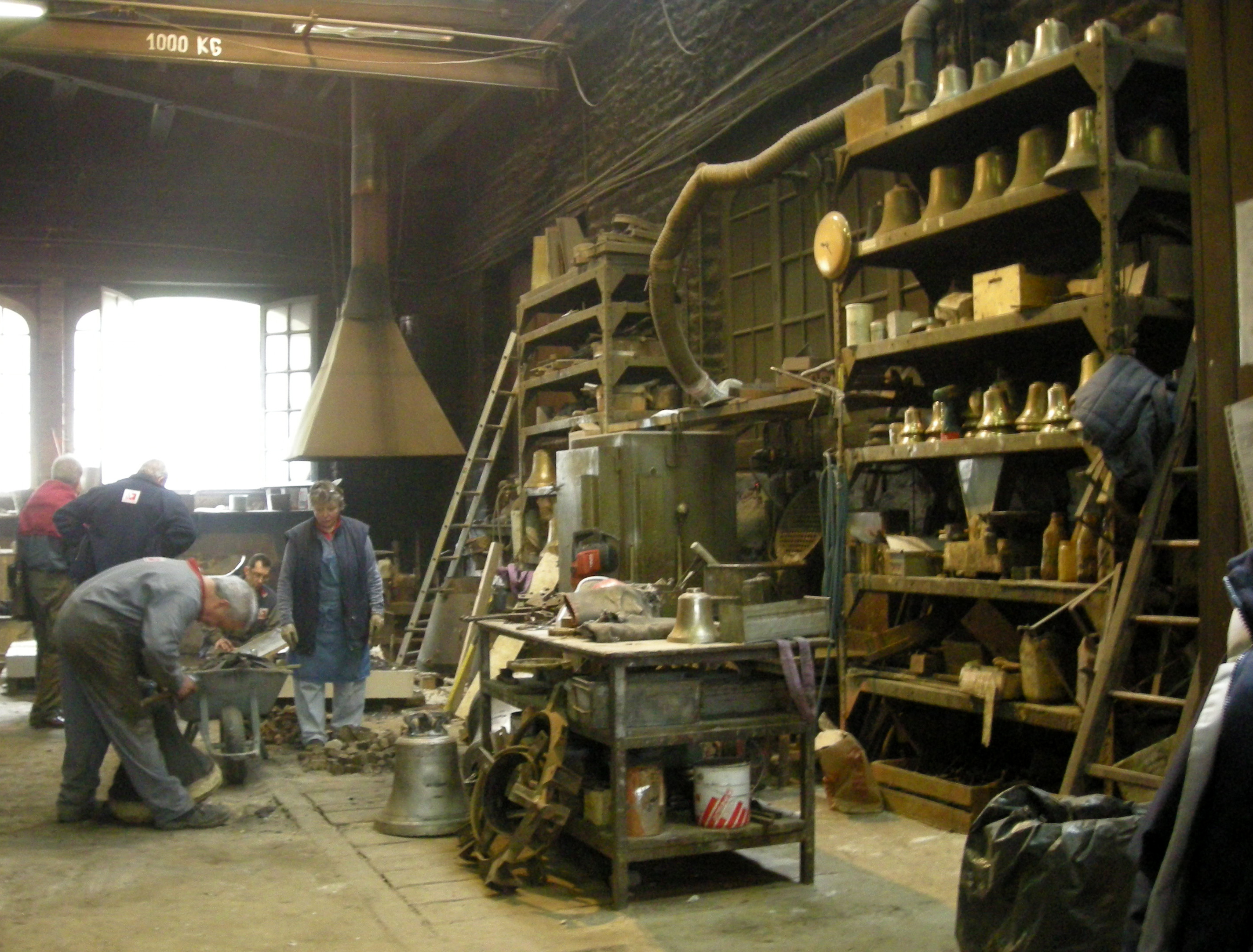
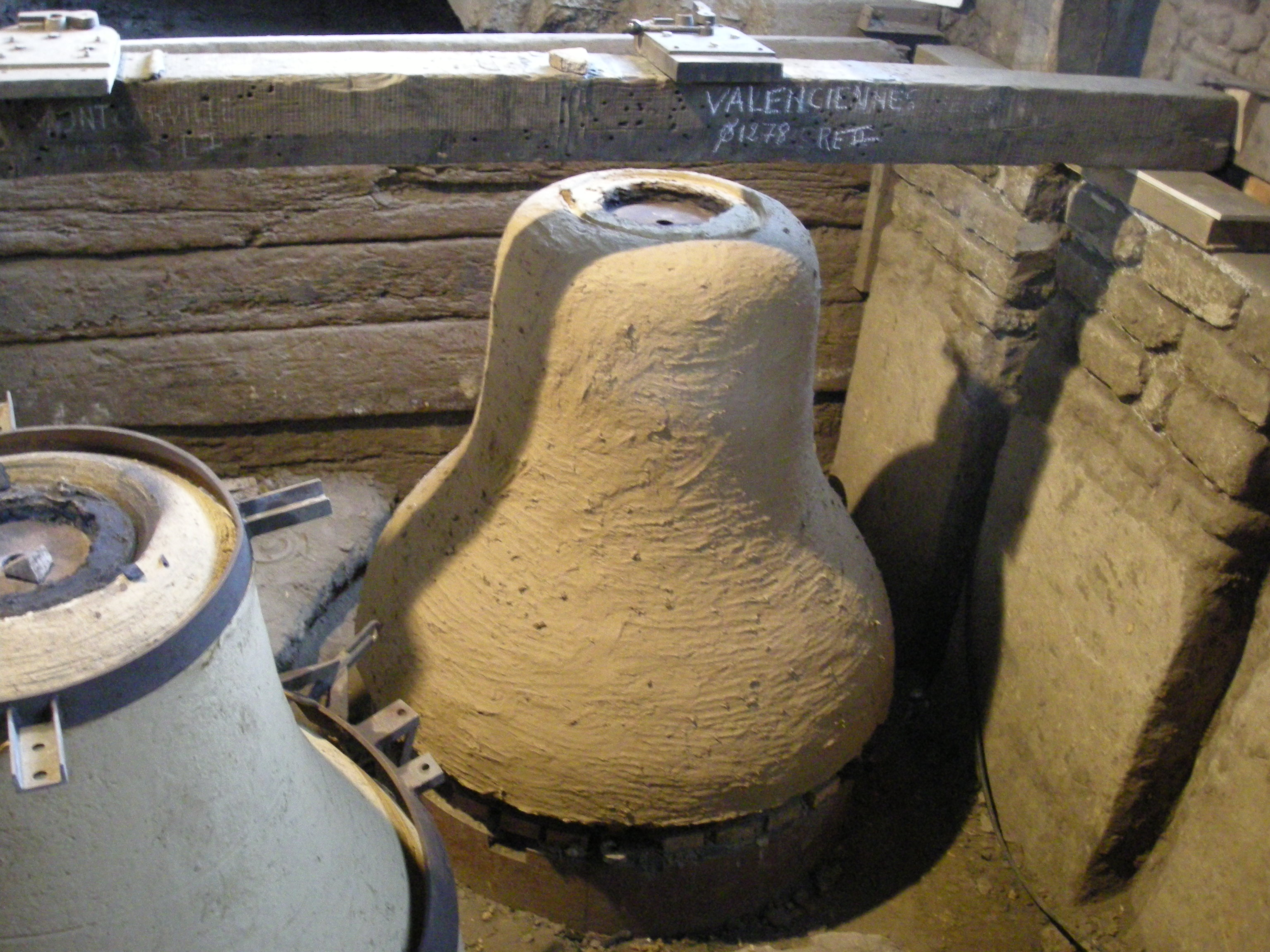
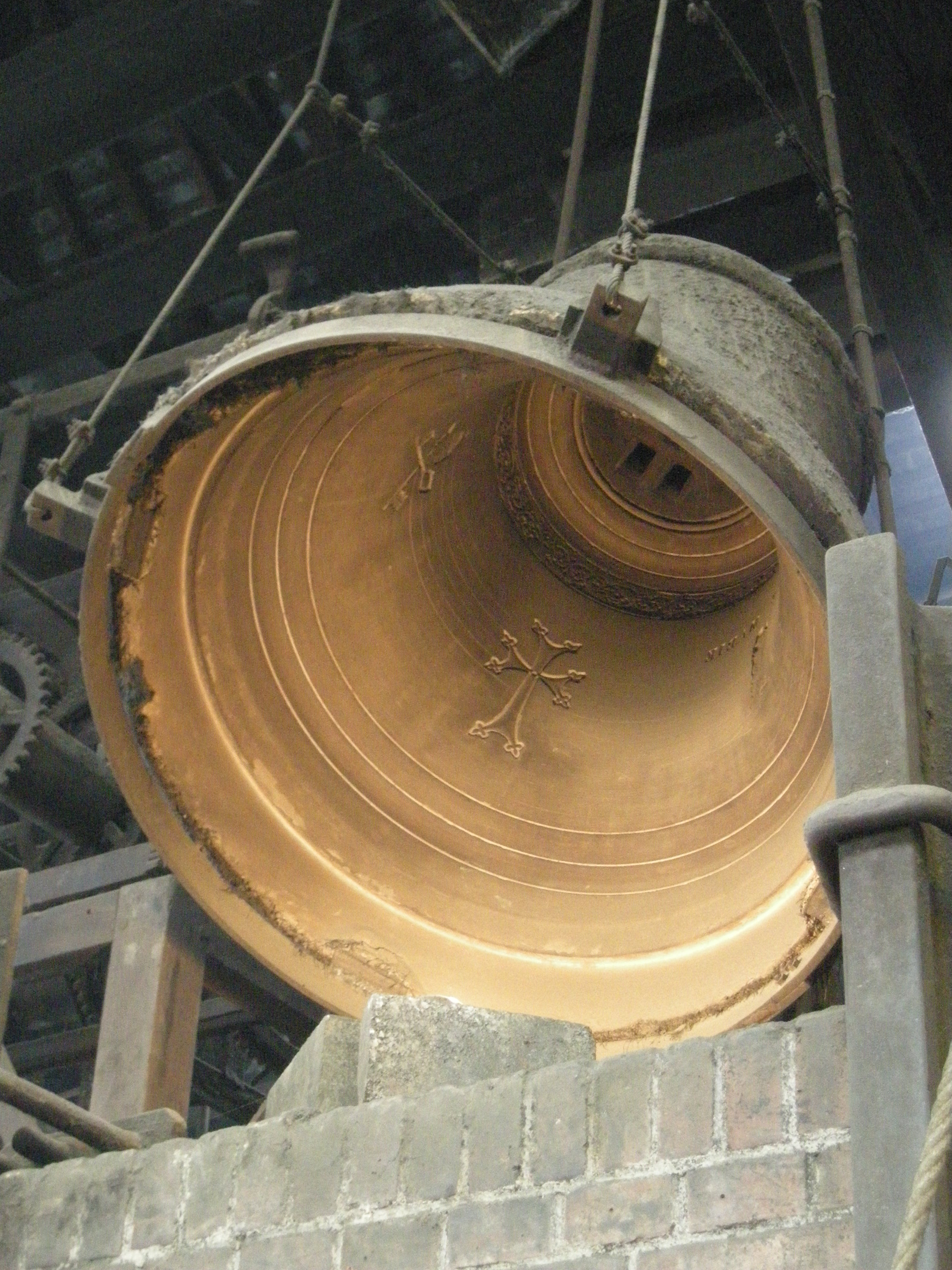
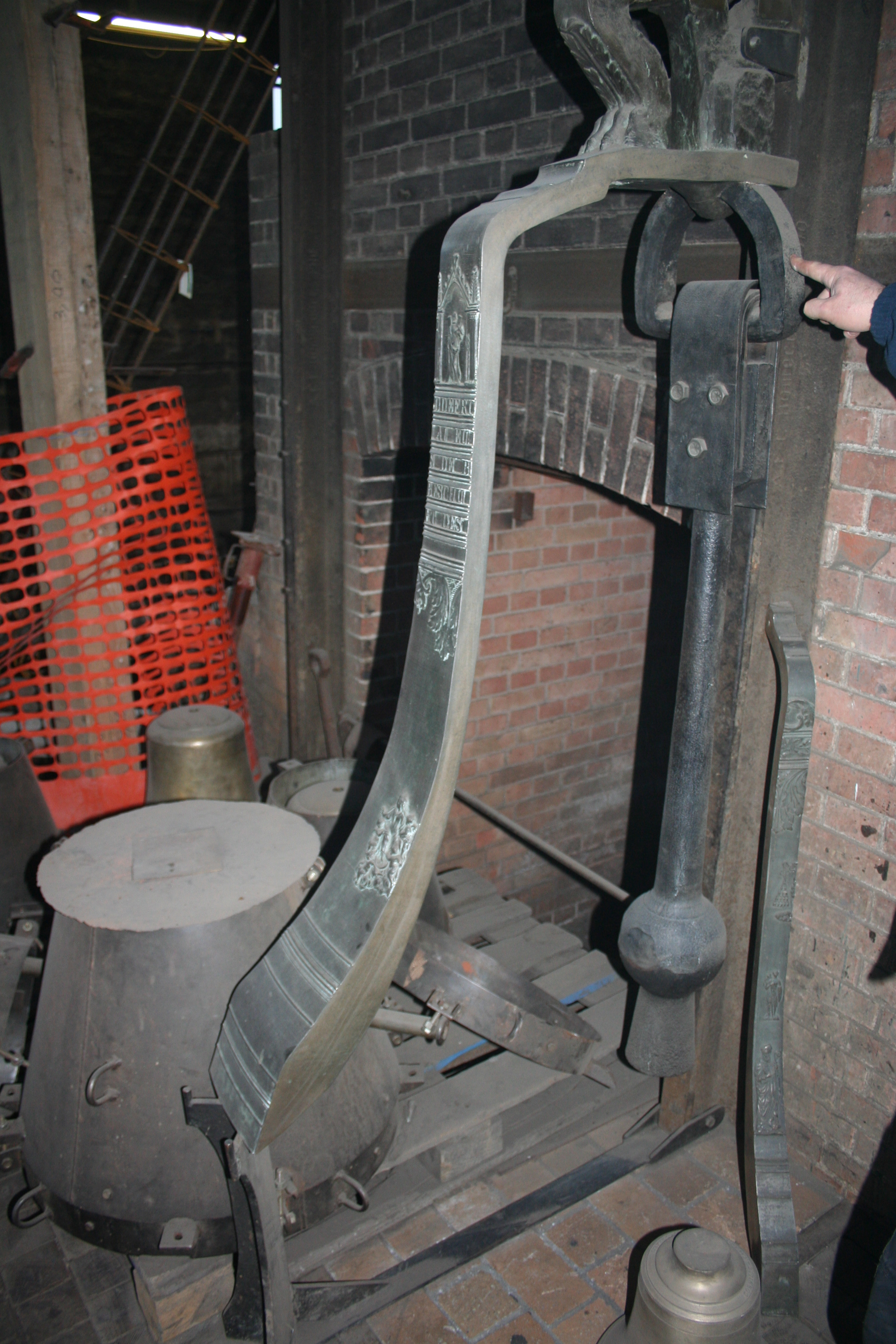
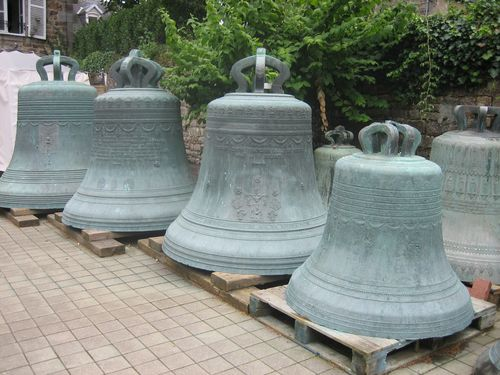
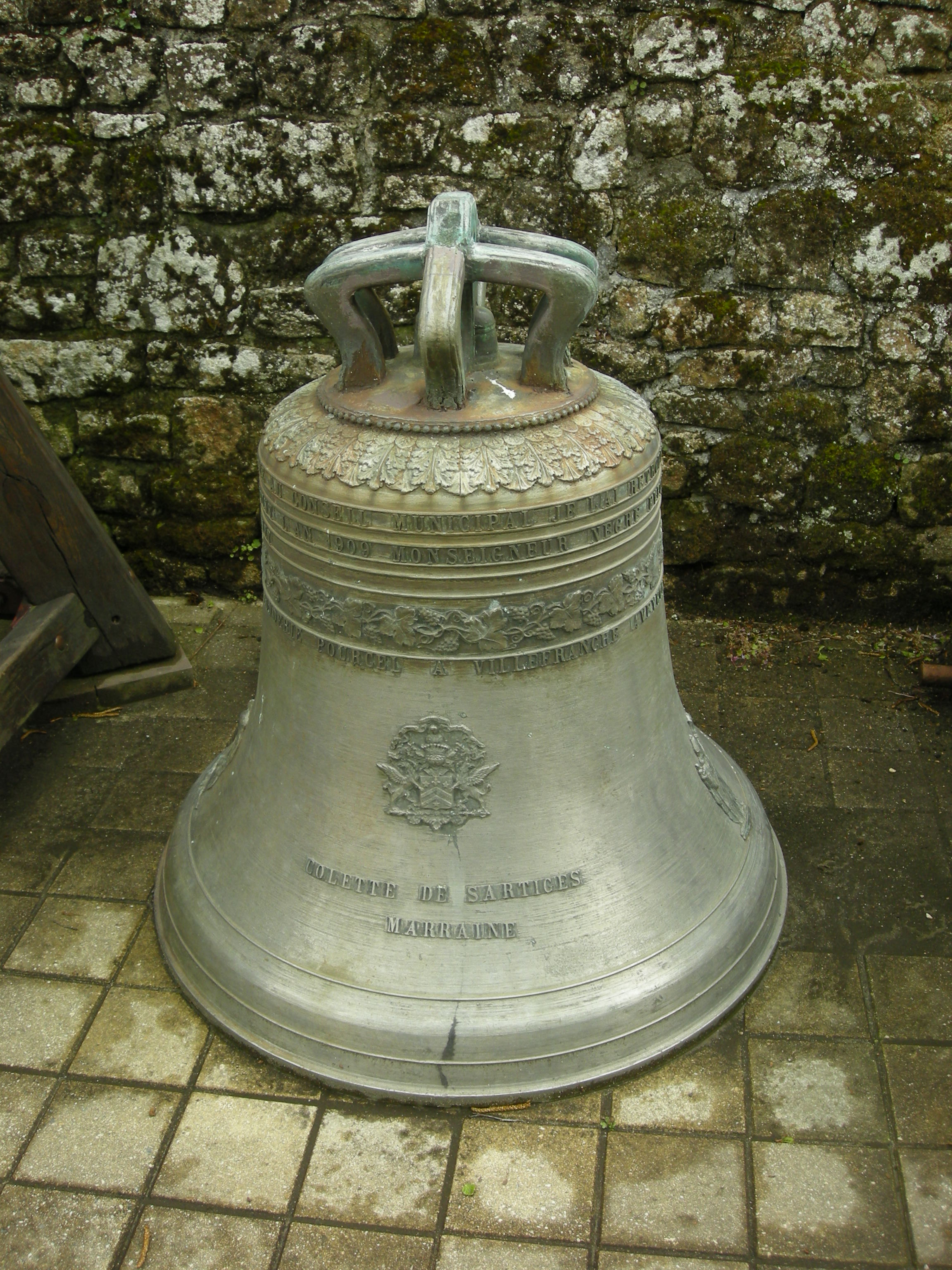
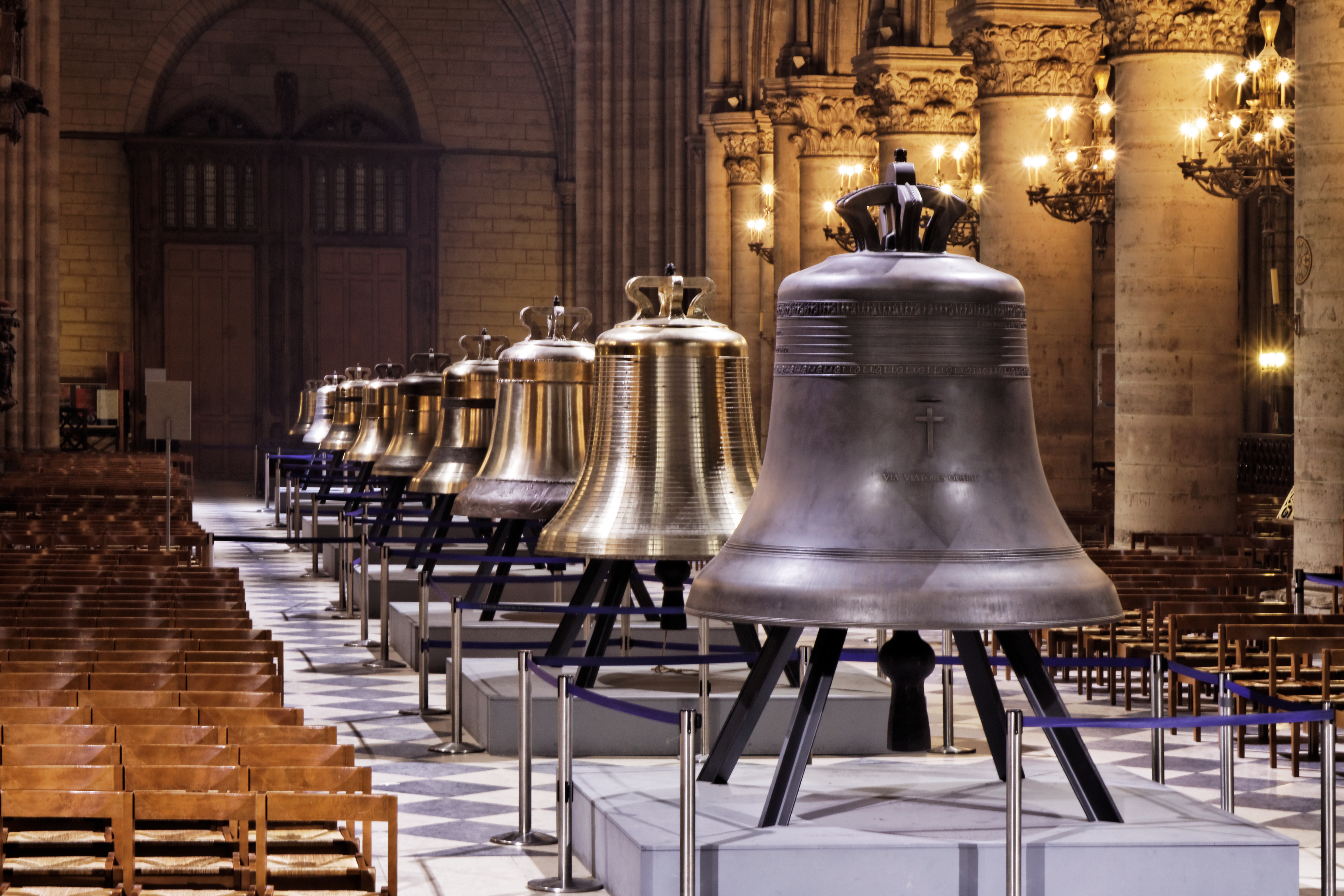